# Sirionó (peuple)
Les Sirionó sont  une ethnie amérindienne de l'Amazonie bolivienne. Ils parlent sirionó, une langue de la famille tupi-guarani qui fait partie des trente-sept langues officielles de Bolivie. On estime leur nombre à 600. Ils sont historiquement proches des Yuqui et des Guarayo.

## Histoire
Elle est mal connue mais plusieurs études amènent à penser que les Sirionós ont migré depuis des territoires situés actuellement au Paraguay et au sud du Brésil avant 1470. Jusqu'au début du XXe siècle, ils sont semi-nomades dans une zone située à la limite des départements de Beni et Santa Cruz, vivant principalement de la chasse, de la pêche, de collecte de fruits sauvages. Ils sont à plusieurs reprises regroupés au sein de missions catholiques, en raison de leur langue parente du guaraní. Certains se retrouvent dans les missions de Santa Rosa et Buena Vista peuplées d'Amérindiens Chiriguanos. D'autres sont regroupés en 1924 dans la mission Yuracaré de San Antonio del Chapare par les Franciscains. Un groupe affecté par des maladies est intégré en 1927 à la mission Guarayo de Santa Maria.
L'explorateur Erland Nordenskiöld les rencontre au début du siècle à travers une zone allant de l'actuelle Santa Cruz jusqu'au Brésil.
En 1932, une mission évangélique de l'Église de l'Évangile quadrangulaire établit un village qu'ils nomment Ibiato, colline en langue sirionó, parfois écrit Eviato. En 1937, l'administration bolivienne fonde l'école de Casarabe qui scolarise 360 Sirionós. D'autre part, plusieurs familles s'établissent dans les grandes estancias d'élevage bovin tandis que d'autres perpétuent leur mode de vie traditionnel dans les forêts.

## Localisation et activités
Les Sirionó possèdent un Territoire communautaire d'origine au sud-est du Beni, à environ 70 kilomètres à l'est de Trinidad, au nord de la route qui relie cette dernière à Santa Cruz de la Sierra. Ils sont regroupés dans les communautés d'Ibiato et de Pata de Aguila (ou Ngirai en sirionó). Ils vivent de la collecte du miel sauvage, de la pêche et de la chasse ainsi que de l'élevage et de l'agriculture vivrière. Ils vendent certains produits tel le miel, le lait et du bois de chauffage et de construction dans les villes alentour. Bien que leurs communautés soient situées à proximité de Trinidad et qu'ils soient en contact avec la population urbaine par la route depuis les années 1960, ils ne s'identifient pas à cette dernière. Les citadins les appellent d'ailleurs chori, un terme péjoratif renvoyant à leur nature sauvage.
En 1990, après un grand mouvement indigène, ils obtiennent un titre de propriété collectif sur un territoire de 62 000 hectares. Cependant leurs terres sont menacées en raison du voisinage de grandes propriétés où est pratiqué l'élevage bovin et du fait qu'elles soient situées à proximité de l'axe routier Trinidad - Santa Cruz.
Ils sont organisés autour d'un Conseil du Peuple Sirionó qui est rattaché à la Centrale des Peuples Indigènes du Béni (CPIB), elle-même structurée au niveau national au sein de la Confédération des Peuples Indigènes de l'Orient Bolivien (CIDOB).